# 绰克图台吉
绰克图台吉（1580年—1637年），又称却图汗，又作图蒙肯朝克图台吉、楚琥尔朝克图、青海楚琥尔汗。明朝末年外喀尔喀领主，孛儿只斤氏，达延汗玄孙，格哷森札札赉尔曾孙，其父巴赖和硕齐诺颜是诺诺和的第五子。

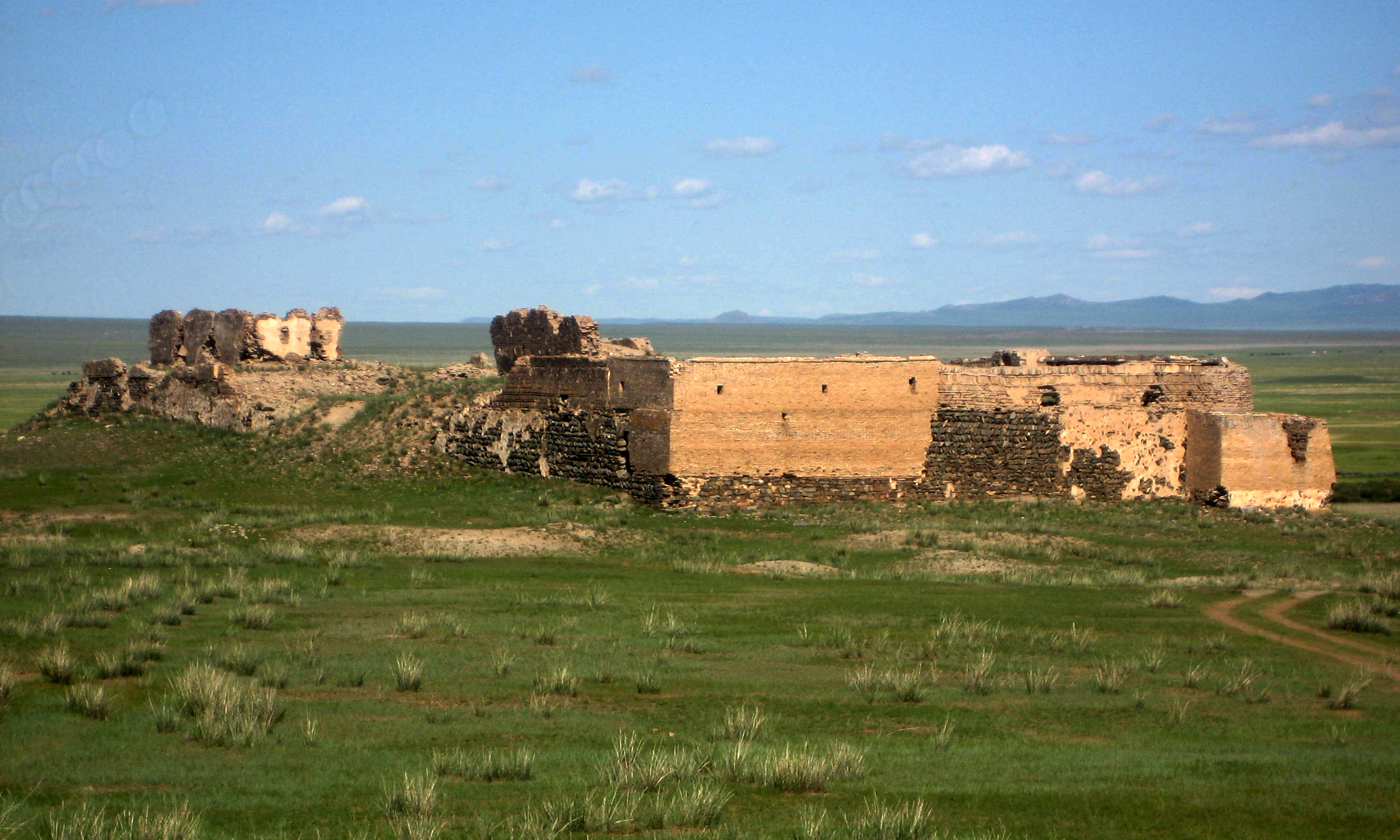
绰克图台吉在喀尔喀修建的城堡遗址（位于今蒙古国布尔干省）

绰克图台吉开始信仰藏传佛教格鲁派，受佛戒。在外喀尔喀提倡格鲁派，组织翻译藏经，他对汉地历史非常熟悉。崇祯元年（1628年），因为支持林丹汗以武力征服喀喇沁、土默特、鄂尔多斯等部统一蒙古，受到外喀尔喀领主的排挤。
崇祯五年（1632年）他和林丹汗策应，率部入青海，征服居住在青海的土默特部，还和格鲁派对抗。崇祯八年（1635年），派儿子阿尔斯兰率军一万进藏，支持噶玛噶举派和藏巴汗，压制打击格鲁派，占领整个卫藏，其子不久背叛，觐见第五世达赖喇嘛，皈依格鲁派。
崇祯九年（1636年），与支持格鲁派的固始汗、巴图尔珲台吉发生对抗，崇祯十年（1637年），被固始汗擒杀。天启四年（1624年），有人把他行猎所作的诗句刻在杭爱山山崖上，被称为“绰克图台吉摩崖碑铭”。